# No Strings Attached (NSYNC)
No Strings Attached è il quarto album in studio del gruppo musicale statunitense NSYNC pubblicato il 21 marzo 2000 dalla RCA Records, mentre è il terzo nel mercato europeo. Avendo venduto più di 4.4 milioni di copie nella sua prima settimana di uscita, l'album ha stabilito il record per le vendite in una settimana.

## Tracce
1. Bye Bye Bye – 3:20 (Andreas Carlsson, Kristian Lundin, Jake Schulze)
2. It's Gonna Be Me – 3:12 (Max Martin, Andreas Carlsson, Rami Yacoub)
3. Space Cowboy (Yippie-Yi-Yay) (feat. Lisa Lopes) – 4:23 (JC Chasez, Lisa Lopes)
4. Just Got Paid – 4:10 (Gene Griffin, Aaron Hall, Johnny Kemp, Teddy Riley)
5. It Makes Me Ill – 3:27 (Kandi Burrus, Kevin Briggs)
6. This I Promise You – 4:44 (Richard Marx)
7. No Strings Attached – 3:48 (JC Chasez, Bradley Daymond, Alexander Greggs)
8. Digital Get Down – 4:23 (JC Chasez, David Nicoll, Veit Renn)
9. Bringin' da Noise – 3:32 (JC Chasez, Veit Renn)
10. That's When I'll Stop Loving You – 4:51 (Diane Warren)
11. I'll Be Good for You – 3:56 (Kevin Antunes, Reginald Calloway, Vincent Calloway, Teddy Pendergrass, Justin Timberlake)
12. I Thought She Knew (A Cappella) – 3:22 (Robin Wiley)

Edizione standard inglese
1. I'll Never Stop – 3:26 (Kristian Lundin, Max Martin, Alexander Kronlund)
2. Bringin' da Noise – 3:32 (JC Chasez, Veit Renn)
3. That's When I'll Stop Loving You – 4:51 (Diane Warren)
4. I'll Be Good for You – 3:56 (Kevin Antunes, Reginald Calloway, Vincent Calloway, Teddy Pendergrass, Justin Timberlake)
5. If I'm Not the One – 3:21 (Fredrik Thomander, Anders Wikstrom)
6. I Thought She Knew – 3:22 (Robin Wiley)

Tracce aggiunte nell'edizione speciale inglese
1. Could It Be You – 3:41 (Jolyon Skinner, Veit Renn)
2. This Is Where The Party's At – 3:39 (Jolyon Skinner, Veit Renn)

Tracce aggiunte nella versione australiana
1. I'll Never Stop – 3:26 (Kristian Lundin, Max Martin, Alexander Kronlund)
2. If Only in Heaven's Eyes – 4:37 (Kenneth "Babyface" Edmonds)
3. Could It Be You – 3:41 (Jolyon Skinner, Veit Renn)

Tracce aggiunte nella versione spagnola
1. I'll Never Stop – 3:26 (Kristian Lundin, Max Martin, Alexander Kronlund)
2. If I'm Not the One – 3:21 (Fredrik Thomander, Anders Wikstrom)
3. Yo te voy amar – 4:48 (Richard Marx)

## Classifiche

### Classifiche settimanali
| Classifica (2000) | Posizione massima |
| ----------------- | ----------------- |
| Australia         | 3                 |
| Austria           | 16                |
| Belgio (Fiandre)  | 8                 |
| Canada            | 1                 |
| Finlandia         | 14                |
| Germania          | 7                 |
| Giappone          | 19                |
| Irlanda           | 27                |
| Italia            | 26                |
| Malaysia          | 1                 |
| Nuova Zelanda     | 12                |
| Paesi Bassi       | 6                 |
| Regno Unito       | 14                |
| Spagna            | 32                |
| Stati Uniti       | 1                 |
| Svezia            | 22                |
| Svizzera          | 7                 |
| Ungheria          | 15                |

### Classifiche di fine anno
| Classifica (2000) | Posizione |
| ----------------- | --------- |
| Australia         | 45        |
| Belgio (Fiandre)  | 83        |
| Germania          | 69        |
| Paesi Bassi       | 97        |
| Regno Unito       | 86        |
| Stati Uniti       | 1         |
| Classifica (2001) | Posizione |
| Stati Uniti       | 30        |